# Барац Семен Мойсейович
Семе́н Мойсе́йович Барац (3 жовтня 1850, Одеса, Російська імперія — 1913) — економіст часів Російської імперії, знавець бухгалтерських та банківських справ і вексельного права.

## З життєпису
Авторству належать роботи по економічних, фінансових та юридичних питаннях; друкувався в журналі «Бухгалтерський облік» та інших виданнях, написав цілий ряд статей по бухгалтерському обліку та банківській справі до Енциклопедичного тлумачника Брокгауза та Ефрона.
З 1884 року викладав в Санкт-Петербурзькому комерційному училищі, в 1895 — у Жіночому комерційному училищі при домі Демидова — колишньому Будинку призріння трудящих.
Протягом 1890—1891 років зумівся організувати в Петербурзі перші в Російській імперії жіночі Комерційні курси, які очолила П. О. Івашинцева.
Протягом 1897—1900 років викладав на організованих за його участі Вищих комерційних курсах товариства для поширення комерційних знань.
З 1904 року читав лекції на економічному відділенні Санкт-Петербурзького політехнічного інституту.
Вийшли друком його праці:
- «Курс комерційної діяльності» — витримала перевидання в 1898, 1902 та 1910 роках,
- «Курс вексельного права» — 1893,
- «Завдання вексельної реформи в Росії» — 1896,
- «Курс подвійної бухгалтерії» — 1900, перевидано 1905,
- «Товариство для розповсюдження комерційних знань чи незнань»,
- «Пророцтво Єзерського, котре збулося дослівно»,
- «Обрусіння мови бухгалтерського обліку».